# Liste der Sanitätschefs der deutschen Marinen
Die Liste der Sanitätschefs der deutschen Marinen verzeichnet die 24 Sanitätsoffiziere, die den Sanitätsdienst der deutschen Marinen geleitet haben. Seit 1965 ist das der Marinesanitätsdienst. Die Volksmarine unterhielt keinen eigenen Sanitätsdienst.

## Liste
| Marine                                                       | Dienststellung                                            | Dienstgrad                                                          | Name                                   | Antritt | Ausscheiden |
| ------------------------------------------------------------ | --------------------------------------------------------- | ------------------------------------------------------------------- | -------------------------------------- | ------- | ----------- |
| Reichsflotte                                                 | Generalarzt der Marine                                    | Marinestabsarzt                                                     | Rudolf Heins                           | 1849    | 1853        |
| Marine des Norddeutschen Bundes Kaiserliche Marine (ab 1872) | Generalarzt der Marine                                    | Korvettenkapitän/Generalarzt I. Klasse                              | August von Steinberg-Skirbs            | 1859    | 1875        |
| Kaiserliche Marine                                           | Generalarzt der Marine                                    | Oberstarzt/Generalarzt II. Klasse/Generalarzt I. Klasse/Generalarzt | Carl Wenzel                            | 1875    | 1896        |
| Kaiserliche Marine                                           | Generalarzt der Marine                                    | Generalarzt/Generalstabsarzt                                        | Hermann Gutschow                       | 1896    | 1903        |
| Kaiserliche Marine                                           | Generalarzt der Marine                                    | Generalarzt/Generalstabsarzt                                        | Paul Schmidt                           | 1903    | 1916        |
| Kaiserliche Marine Reichsmarine (ab 1921)                    | Generalarzt der Marine                                    | Marinegeneralstabsarzt                                              | Walther Uthemann                       | 1916    | 1922        |
| Reichsmarine                                                 | Generalarzt der Marine                                    | Marinegeneralstabsarzt/Marinegeneraloberstabsarzt                   | Johannes Brachmann                     | 1922    | 1928        |
| Reichsmarine Kriegsmarine (ab 1935)                          | Sanitätschef der Reichsmarine/Kriegsmarine                | Admiraloberstabsarzt                                                | Sigmund Moosauer                       | 1928    | 1939        |
| Kriegsmarine                                                 | Sanitätschef der Kriegsmarine                             | Admiralstabsarzt/Admiraloberstabsarzt                               | Alfred Fikentscher                     | 1939    | 1943        |
| Kriegsmarine                                                 | Sanitätschef der Kriegsmarine                             | Admiralstabsarzt                                                    | Emil Greul                             | 1943    | 1945        |
| Bundesmarine (1965–1990)                                     | Admiral des Marinesanitätsdienstes                        | Flottenarzt                                                         | Hans-Heinz Bierbaum                    | 1965    | 1967        |
| Bundesmarine                                                 | Admiral des Marinesanitätsdienstes                        | Flottenarzt/Admiralarzt                                             | Hans-Georg Stemann                     | 1967    | 1970        |
| Bundesmarine                                                 | Admiral des Marinesanitätsdienstes                        | Admiralarzt                                                         | Herbert Gut                            | 1970    | 1972        |
| Bundesmarine                                                 | Admiral des Marinesanitätsdienstes/Admiralarzt der Marine | Admiralarzt                                                         | Horst Robbers                          | 1972    | 1978        |
| Bundesmarine                                                 | Admiralarzt der Marine                                    | Admiralarzt                                                         | Hans-Wilhelm Birker                    | 1978    | 1983        |
| Bundesmarine                                                 | Admiralarzt der Marine                                    | Flottenarzt/Admiralarzt                                             | Hermann Rohwedder                      | 1983    | 1985        |
| Bundesmarine                                                 | Admiralarzt der Marine                                    | Admiralarzt                                                         | Klaus-Theodor Fliedner                 | 1985    | 1989        |
| Bundesmarine                                                 | Admiralarzt der Marine                                    | Admiralarzt                                                         | Joachim Pröhl                          | 1989    | 1992        |
| Bundesmarine                                                 | Admiralarzt der Marine                                    | Admiralarzt                                                         | Dieter Willers                         | 1992    | 1998        |
| Bundesmarine                                                 | Admiralarzt der Marine                                    | Admiralarzt                                                         | Karsten Ocker                          | 1998    | 2001        |
| Bundesmarine Deutsche Marine (ab 1994)                       | Admiralarzt der Marine                                    | Admiralarzt                                                         | Christoph Büttner                      | 2001    | 2006        |
| Deutsche Marine                                              | Admiralarzt der Marine                                    | Admiralarzt                                                         | Rainer Pinnow                          | 2006    | 2012        |
| Deutsche Marine                                              | Admiralarzt der Marine                                    | Admiralarzt                                                         | Hans-Wolfgang von der Heide-Kattwinkel | 2012    | 2016        |
| Deutsche Marine                                              | Admiralarzt der Marine                                    | Admiralarzt                                                         | Stephan Apel                           | 2016    | 2022        |